# 타루티노 전투
타루티노 전투(러시아어: Тарутинo)는 나폴레옹의 러시아 원정의 전투 중 하나이다. 이 전투는 주변에 있던 강의 이름을 따서 빈코보 전투(Battle of Vinkovo) 혹은 체르니쉬냐 전투(Battle of Chernishnya)라고 불리기도 한다. 많은 역사가들이 타루티노 전투라는 명칭보다는 후자의 명칭들이 더 적절하다고 평가하곤 하는데, 그것은 타루티노 마을은 이 전투가 벌어진 곳에서 8km 정도 떨어져 있었기 때문이다. 타루티노 전투에서 베니히센(Bennigsen)이 지휘하는 러시아군은 조아생 뮈라(Joachim Murat)가 지휘하는 프랑스군을 격퇴하였다.

## 이전의 사건
보로디노 전투(battle of Borodino) 이후 쿠투조프(Kutuzov)는 만약 나폴레옹과 또다시 정면 대결을 펼칠 경우에 러시아군은 순식간에 무너질 것이라는 것을 깨닫고 휘하의 병력들에게 모스크바(Moscow)를 떠나 퇴각할 것을 명한다. 러시아 군은 처음에 리아잔스카야(Ryazanskaya) 도로를 따라 동남쪽으로 물러났다. 이들은 모스크바강(Moskva)에 도착한 후 도강하여 서쪽으로 방향을 전환해, 구 카루즈스카야(Kaluzhskaya) 도로를 따라 움직이기 시작했다. 그리고 러시아군은 칼루가(Kaluga) 근처에 있는 타루티노 마을에 막사를 세웠다. 한편 코사크(Cossacks) 기병대로 이루어진 소규모 부대는 계속 라아잔스카야 도로를 따라 움직여 뮈라 휘하의 프랑스 군을 유인하였다. 얼마안가 뮈라는 자신이 유인당한 것을 깨달았다. 이에 뮈라는 퇴각하기보다는 러시아군의 움직임을 감시하기 위해 타루티노에서 멀지 않은 곳에 막사를 지었다.

## 전투
1812년 10월 18일 쿠투조프는 베니히센과 밀로라도비치(Miloradovich)에게 야밤중에 2개의 부대를 이끌고 몰래 숲을 건너 약 26,000명의 병력으로 이루어진 뮈라의 군단을 공격할 것을 명했다. 베니히센의 주력군은 세 개의 부대로 이루어져 있었다. 이는 각각 바실리 오를로프-데니소프(Vasily Orlov-Denisov), 칼 구스타프 폰 바게후프드트(Karl Gustav von Baggehufwudt), 알렉산데르 오스테르만-톨스토이(Alexander Osterman-Tolstoy)가 지휘를 맡았다. 다른 부대들은 이들을 지원하는 보조적인 임무를 맡았다. 어둠속에서 대다수의 병사들이 길을 잃었다. 아침이 되었을 무렵 오직 올르로프-데니소프 휘하의 코사크 부대만이 목표에 도달할 수 있었고, 프랑스군에 기습을 가하여 프랑스군의 진영을 점령하고 물자와 대포를 얻을 수 있었다. 그러나 다른 러시아군의 도착이 늦었기 때문에 프랑스군은 전열을 재정비할 수 있었다. 러시아군이 숲에서부터 나타났을 때 프랑스군의 포격이 그들을 반겼고, 러시아군은 상당한 피해를 입었다.(이때 2군단의 사령관 바게후프드트가 전사했다.) 그러나 러시아군의 공세에 뮈라는 퇴각할 수밖에 없었으나, 러시아군은 이미 포위를 한 상태였기 때문에 궤주상태가 되었다. 이 전투에서 프랑스군은 2,500명이 전사하고 2,000명이 포로가 되었다. 한편 러시아군은 1,200명이 전사하였다. 이 전투에서 러시아 군이 승리함에 따라 나폴레옹의 모스크바 퇴각이 가속화되었다.
타루티노에서 러시아군이 탈취한 포는 전부 38문 정도이다. 이는 주목할 만한데 당시의 전투에서 그 어느 쪽도 한 번의 전투에서 이렇게 많은 포를 탈취 당한 적이 없기 때문이다. 그렇기 때문에 당시 러시아 민중들은 이 전투야 말로 전쟁의 흐름이 러시아 쪽에 유리하게 넘어간 것을 상징하는 것이라 여겼다.
타루티노 전투는 레오 톨스토이(Leo Tolstoy)의 전쟁과 평화(War and Peace)에 묘사되어 있다. 소설을 통틀어서 개인이 역사 혹은 거대한 역사적 흐름을 바꿀 수 없다는 것을 논하곤 했던 톨스토이는 이 전투를 단순한 여러 사건들과 우연의 연속으로 묘사하였다.

## 참조
1. ↑  “Genealogy Handbook of Baltic Nobility”. 2018년 2월 12일에 원본 문서에서 보존된 문서. 2009년 7월 19일에 확인함.

- От Тарутино до Малоярославца (к 190-летию Малоярославецкого сражения [From Tarutino to Maloyaroslavets (on the 190th anniversary of the Battle of Maloyaroslavets)]. Kaluga, Zolotaya Alleya, 2002.